# Marc Sarreau
Pour les articles homonymes, voir Sarreau.

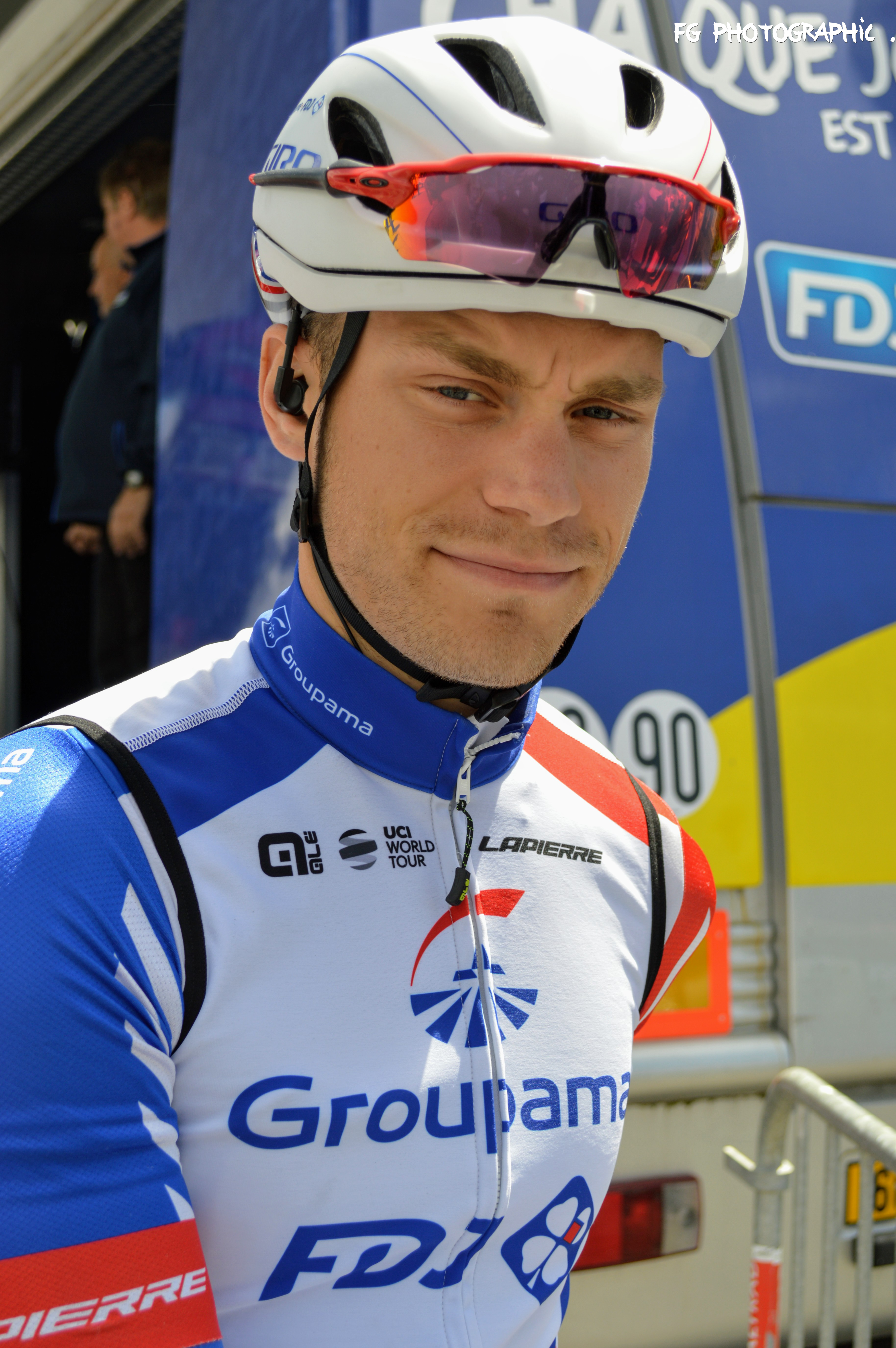
Marc Sarreau - Juin 2019

Marc Sarreau est un coureur cycliste français né le 10 juin 1993 à Vierzon. Sprinteur, il compte 17 succès professionnels, tous obtenus en France sur le circuit de l'UCI Europe Tour. Il participe également à des compétitions sur piste, où il compte deux titres nationaux.

## Biographie

### Débuts cyclistes et carrière chez les amateurs
Marc Sarreau commence le cyclisme au CC Vierzonnais. En 2008, il rejoint l'US Florentaise. En catégorie junior, il pratique le cyclisme sur piste avec succès. Il est champion de France de l'américaine junior en 2011, et obtient trois médailles aux championnats d'Europe junior : l'argent au scratch en 2011 et le bronze en poursuite par équipes en 2010 et 2011. Il délaisse la piste durant les années suivantes.
En 2012, il rejoint le Guidon chalettois. En 2013, il gagne dix courses : une étape et le classement général de la Classic Jean-Patrick Dubuisson, une épreuve du Challenge mayennais, le Circuit des Quatre Cantons, le Souvenir Jean-Graczyk, une étape du Tour des Deux-Sèvres. Il est également quatrième de Bordeaux-Saintes, manche de la Coupe de France DN1, et septième du Grand Prix de Nogent-sur-Oise, course de l'UCI Europe Tour.
Il est recruté par l'équipe Armée de Terre en 2014. Durant cette saison, il est vainqueur d'une étape et du classement général du Tour du Canton de Saint-Ciers, de Paris-Chauny, d'étape du Tour Nivernais Morvan et d'une épreuve des Boucles du Haut-Var. Il se classe deuxième du Grand Prix Souvenir Jean-Masse en Coupe de France DN1, cinquième du championnat de France amateurs et huitième du championnat de France espoirs. Avec l'équipe de France espoirs, il prend la troisième place du ZLM Tour, manche de la Coupe des Nations U23.
Stagiaire au sein de l'équipe FDJ.fr à partir d'août 2014, il y aide Arnaud Démare à gagner plusieurs courses et prend la deuxième place d'une étape du Tour de l'Ain.

### Carrière professionnelle

#### 2015-2020: Groupama-FDJ

##### 2015-2017: débuts professionnels
Marc Sarreau devient coureur professionnel en 2015 dans cette équipe, qui l'engage pour deux ans. Il commence sa carrière sur l'Etoile de Bessèges de laquelle il prend une 3e place d'étape. Fin mars, il connait sa première épreuve WorldTour avec le Grand Prix E3 avant de prendre part au Tour des Flandres et à Paris-Roubaix. Entre-deux, il termine 4e du Grand Prix de l'Escaut. Souffrant au genou début mai, il doit abandonner lors des Quatre Jours de Dunkerque et ne reprend la compétition que fin juin, aux championnats de France. En août, il prend la troisième place du prologue du Tour de l'Ain, puis obtient sa première victoire chez les professionnels en gagnant une étape du Tour du Poitou-Charentes devant Tyler Farrar. En septembre, il termine 10e du GP de Fourmies, 15e du Championnat des Flandres puis 7e du GP d'Isbergues.
En 2016, il commence sa deuxième saison chez les professionnels par une 9e place sur le Trofeo Felanitx puis, trois jours plus tard, une 10e sur le Trofeo Playa de Palma. Début février, il fait partie de l'équipe FDJ qui remporte la première étape de La Méditerranéenne disputée en contre-la-montre par équipes, ce qui est une première pour la formation française dans son histoire. Le 20 mars, il conclut Cholet-Pays de Loire à la 5e position. En mai, il est retenu pour participer à son premier Grand Tour, le Giro, en compagnie d'Arnaud Démare. Souffrant du genou, il abandonne lors de la treizième étape. En juin, son contrat avec l'équipe FDJ est étendu jusqu'en fin d'année 2018. Sarreau est sélectionné pour la course en ligne des championnats du monde 2016 disputés au Qatar. Il y accompagne son chef de file à la FDJ, Arnaud Démare. En fin de saison, il échoue au pied du podium sur Paris-Tours (4e).
En mars 2017, il prend part à son premier Paris-Nice. Après une 4e place en 2015, une 17e en 2016, Marc Sarreau obtient un nouvel accessit sur le GP de l'Escaut, 8e. Il passe proche de la victoire sur la première étape des Quatre Jours de Dunkerque, seulement devancé par Jens Debusschere puis sur la troisième étape des Boucles de la Mayenne, précédé par Mathieu van der Poel. Sprinteur désigné sur le Tour du Poitou-Charentes, il prend la 4e place de la première étape avant d'en remporter la dernière. Il enchaîne avec la Brussels Cycling Classic (65e), enlevée par son coéquipier Arnaud Démare, et le GP de Fourmies où Nacer Bouhanni le prive de la victoire. Neuvième du GP d'Isbergues, il connait sa quatrième 2e place de la saison sur Paris-Bourges, remportée par Rudy Barbier.

##### 2018-2020: nombreux succès sur l'UCI Europe Tour
En 2018, pour sa quatrième année au sein du groupe de Marc Madiot, il connait rapidement la réussite, s'imposant dès son deuxième jour de course, lors de la première étape de l'Etoile de Bessèges avant de doubler la mise lors de la troisième étape. Leader à l'issue de la 4e étape, il perd sa première place lors du contre-la-montre final à Alès au profit de Tony Gallopin et finit l'épreuve à la 8e place au général. Au mois de mars, il prend part à son premier Tirreno-Adriatico avant de s'aligner sur le GP de Denain (8e). Il renoue avec le succès en avril lors de la Roue tourangelle puis remporte une étape sur le Circuit de la Sarthe et les Quatre jours de Dunkerque. Entre ces deux courses, il conclut Paris-Roubaix, la course qui le fait rêver, au 26e rang. Sur les Boucles de la Mayenne, il est privé de succès par Mathieu van der Poel puis Nacer Bouhanni qui le devancent respectivement lors de la première et de la troisième étape. En août, il participe au Tour de Pologne avec deux tops 10 à la clé avant de prendre le départ de son premier Tour d'Espagne, il y termine 5e de la dixième et de la dernière étape.
La saison 2019 lui permet de s'affirmer comme le meilleur sprinteur du calendrier français. Il gagne une étape de l'Étoile de Bessèges, Cholet-Pays de la Loire, la Route Adélie de Vitré, le Tour de Vendée et Paris-Bourges. Ses performances lui permettent de gagner le classement général de la Coupe de France, une première pour l'équipe depuis la victoire de Sébastien Chavanel en 2007.
Le 2 août 2020, il termine 2e de la première étape du Tour de Pologne mais est victime d'une lourde chute dû à l'accrochage entre Fabio Jakobsen et Dylan Groenewegen. Il souffre alors d'une disjonction acromio-claviculaire à l'épaule et doit observer une période d'indisponibilité de plus de quatre semaines. Cette chute met fin à sa saison 2020.

#### 2021-2023: sprinteur de l'équipe AG2R-Citroën

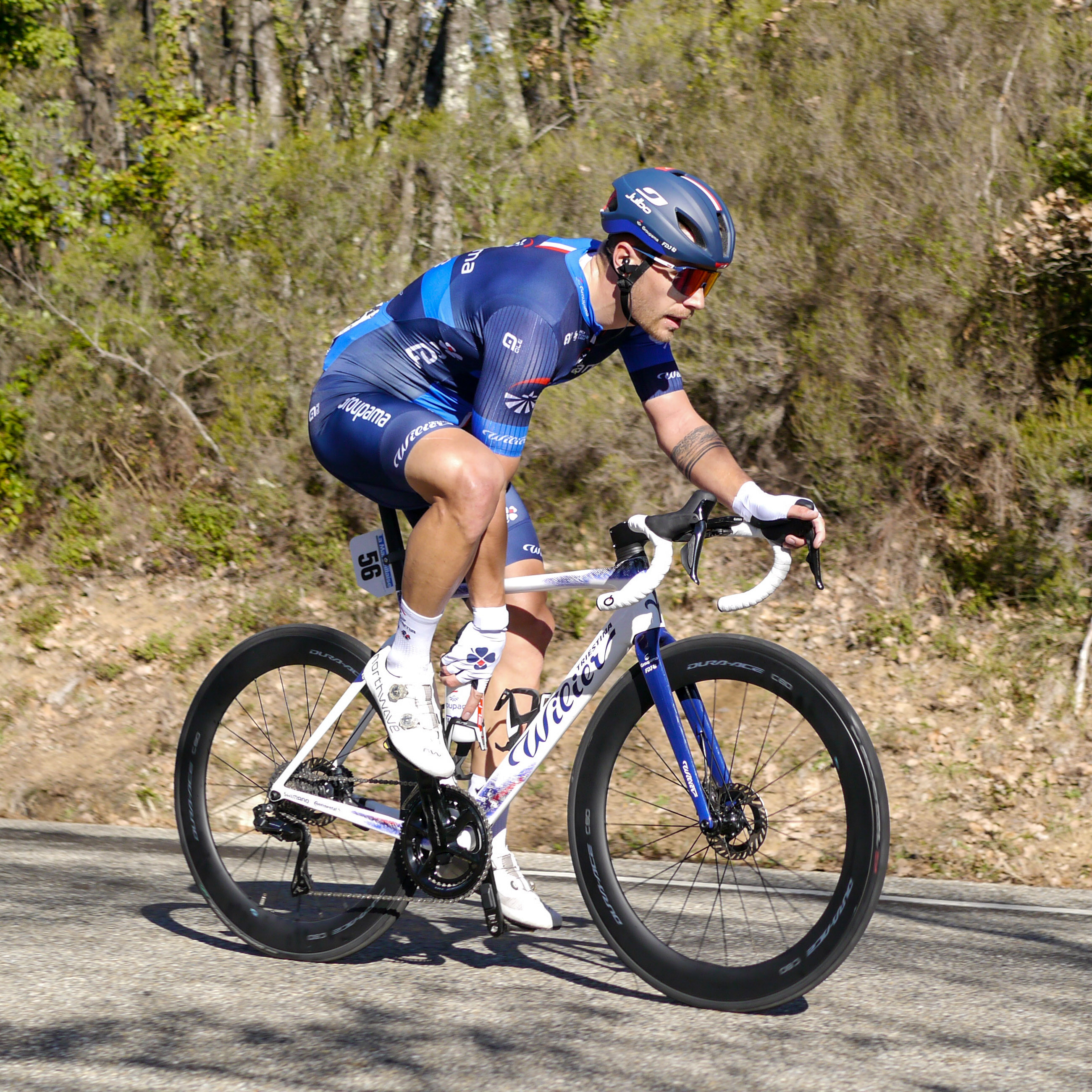
Marc Sarreau sous ses nouvelles couleurs sur l'Étoile de Bessèges 2024.

Il quitte la formation Groupama-FDJ à la fin de la saison 2020 pour rejoindre l'équipe AG2R Citroën. Pour sa première saison avec sa nouvelle équipe, il décroche plusieurs tops 10, sans remporter de victoire. Il se classe notamment 5e de Cholet-Pays de la Loire en mars, 3e de la Roue tourangelle en avril, 2e du Circuit de Wallonie en mai, battu au sprint par Christophe Laporte, et 10e au classement général des Boucles de la Mayenne fin mai. Le 27 août, il chute lors de la dernière étape du Tour Poitou-Charentes en Nouvelle-Aquitaine et est atteint d'un traumatisme crânien ayant entraîné une perte de connaissance et une amnésie passagère. Sa chute dont la cause est inconnue et qui fait l'objet d'une enquête préliminaire a également entraîné celle de deux spectatrices dont une est gravement blessée. 
Après six mois sans compétition, il retrouve les pelotons en février 2022. Le 20 mars, après plus deux ans sans victoire, il remporte une deuxième fois Cholet-Pays de la Loire. Il est moins en réussite par la suite. Le 23 août, il est au départ du Tour Poitou-Charentes en Nouvelle-Aquitaine, où il gagne les trois première étapes et le classement par points. Il conclut sa saison avec cinq tops 10 sur des courses d'un jour en France, dont une deuxième place au Grand Prix d'Isbergues. En octobre 2022, AG2R Citroën annonce l'extension du contrat de Sarreau jusqu'en fin d'année 2023.

#### 2024: retour chez Groupama-FDJ
Marc Sarreau s'engage pour la saison 2024 avec Groupama-FDJ. Il a un rôle défini de lanceur pour Paul Penhoët et Matthew Walls. Il décide de stopper sa carrière professionnelle à l’issue de la saison.

## Palmarès sur route

### Palmarès amateur
| - 2012 - Souvenir Pierre-Manceau - 2e du Prix de Bonneval - 3e du Tour du Haut Berry-Val de Loire - 3e du Grand Prix de la Libération de Chaumont - 2013 - Circuit des Quatre Cantons - 1re épreuve du Challenge Mayennais - Classic Jean-Patrick Dubuisson : - Classement général - 2e étape - Souvenir Jean-Graczyk - 3e étape du Tour des Deux-Sèvres - 2e du Circuit Cycliste de l'Huisne Sarthoise - 2e de la Nocturne de Sens - 2e du Critérium de La Machine - 3e du Prix Cycliste d'Orléans-Île Arrault - 3e du Prix de Mehun-sur-Yèvre | - 2014 - 1re épreuve des Boucles du Haut-Var - Tour du Canton de Saint-Ciers : - Classement général - 1re étape - 2e étape du Tour Nivernais Morvan - Paris-Chauny - 2e étape du Tour de Seine-Maritime - 2e de La Tramontane - 2e du Grand Prix Souvenir Jean-Masse - 2e de la Nocturne de Cosne-sur-Loire - 3e du ZLM Tour - 3e du championnat d'Île-de-France |  |

### Palmarès professionnel
| - 2015 - 3e étape du Tour du Poitou-Charentes - 2016 - 1re étape de La Méditerranéenne (contre-la-montre par équipes) - 2017 - 5e étape du Tour du Poitou-Charentes - 2e du Grand Prix de Fourmies - 2e de Paris-Bourges - 2018 - 1re et 3e étapes de l'Étoile de Bessèges - Roue tourangelle - 2e étape du Circuit de la Sarthe - 1re étape des Quatre Jours de Dunkerque - 2019 - Classement général de la Coupe de France - 3e étape de l'Étoile de Bessèges - Cholet-Pays de la Loire - Route Adélie de Vitré - Tour de Vendée - Paris-Bourges - 2e du Grand Prix de Denain - 2e de la Classic Loire-Atlantique - 3e de la Roue tourangelle | - 2021 - 2e du Circuit de Wallonie - 3e de la Roue tourangelle - 2022 - Cholet-Pays de la Loire - 1re, 2e et 3e (a) étapes du Tour Poitou-Charentes en Nouvelle-Aquitaine - 2e du Grand Prix d'Isbergues - 2023 - 4e étape du Tour Poitou-Charentes en Nouvelle-Aquitaine |  |

### Résultats sur les grands tours

#### Tour d'Italie
1 participation
- 2016 : abandon (13e étape)

#### Tour d'Espagne
2 participations
- 2018 : 131e
- 2019 : 139e

### Classements mondiaux
| Année                                 | 2011 | 2012 | 2013 | 2014 | 2015 | 2016 | 2017 | 2018 | 2019 | 2020 | 2021 | 2022 | 2023 | 2024  |
| ------------------------------------- | ---- | ---- | ---- | ---- | ---- | ---- | ---- | ---- | ---- | ---- | ---- | ---- | ---- | ----- |
| UCI World Tour                        |      |      |      |      | nc   | nc   | nc   | 299e |      |      |      |      |      |       |
| Classement mondial                    |      |      |      |      |      | 412e | 203e | 225e | 75e  | 466e | 212e | 146e | 543e | 1012e |
| UCI Europe Tour                       | 360e | 544e | 972e | 302e |      | 217e | 79e  | 107e | 62e  | 383e | 183e | 123e | nc   | nc    |
|                                       |      |      |      |      |      |      |      |      |      |      |      |      |      |       |
| Légende : nc = non classéSource : UCI |      |      |      |      |      |      |      |      |      |      |      |      |      |       |

## Palmarès sur piste

### Championnats d'Europe
- Anadia 2010
  -  Médaillé de bronze de la poursuite par équipes juniors
- Anadia 2011
  -  Médaillé d'argent du scratch juniors
  -  Médaillé de bronze de la poursuite par équipes juniors

### Championnats de France
- Baie-Mahault 2009
  - 2e de la vitesse par équipes
- Saint-Denis-de-l'Hôtel 2011
  -  Champion de France de l'américaine juniors (avec Julien Préau)
- Bourges 2021
  -  Champion de France de poursuite par équipes
  -  Champion de France du scratch
  - 2e de l'américaine

## Hommage
À partir de 2022, une compétition pour plusieurs catégories de jeunes appelée le « Challenge Marc Sarreau » est créée et organisée par le comité de cyclisme de l'Indre. Il s'agit d'un ensemble de plusieurs courses se déroulant dans ce département sur plusieurs mois.